# Botanophila kenji
Botanophila kenji este o specie de muște din genul Botanophila, familia Anthomyiidae. A fost descrisă pentru prima dată de Masayoshi Suwa în anul 1983. Conform Catalogue of Life specia Botanophila kenji nu are subspecii cunoscute.